# Åminne
Åminne este o arie protejată (arie specială de conservare — SAC, sit de importanță comunitară — SCI) din Suedia întinsă pe o suprafață de 15,4 ha, integral pe uscat.

## Localizare
Centrul sitului Åminne este situat la coordonatele 57°07′33″N 13°54′19″E / 57.1257°N 13.9052°E.

## Înființare
Situl Åminne a fost declarat sit de importanță comunitară în ianuarie 1998 pentru a proteja un număr necunoscut de specii din flora spontană și fauna sălbatică aflate în arealul zonei. Situl a fost protejat și ca arie specială de conservare în martie 2011.

## Biodiversitate
Situată în ecoregiunea boreală, aria protejată conține 3 habitate naturale: Pășuni din zone de pădure fino-scandinave, Păduri de fag Luzulo-Fagetum, Păduri caducifoliate de mlaștină fino-scandinave.
La baza desemnării sitului se află un număr nedeclarat de specii protejate.